# Grifton (Karolina Północna)
Grifton – miasto w Stanach Zjednoczonych, w stanie Karolina Północna, w hrabstwie Pitt.